# Mauressac
Mauressac är en kommun i departementet Haute-Garonne i regionen Occitanien i södra Frankrike. Kommunen ligger i kantonen Auterive som tillhör arrondissementet Muret. År 2022 hade Mauressac 498 invånare.

## Befolkningsutveckling
Antalet invånare i kommunen Mauressac
Referens:INSEE